# Lori van de Blauwe Bergen
De lori van de Blauwe Bergen (Trichoglossus moluccanus) is een regenbooglori. Deze soort komt voor in oostelijk Australië en Tasmanië (het gebied van de Blauwe Bergen). Daar heet deze lori Swainson's Lorikeet. Deze vogelsoort wordt ook wel beschouwd als een ondersoort van de regenbooglori, T. h. moluccanus.

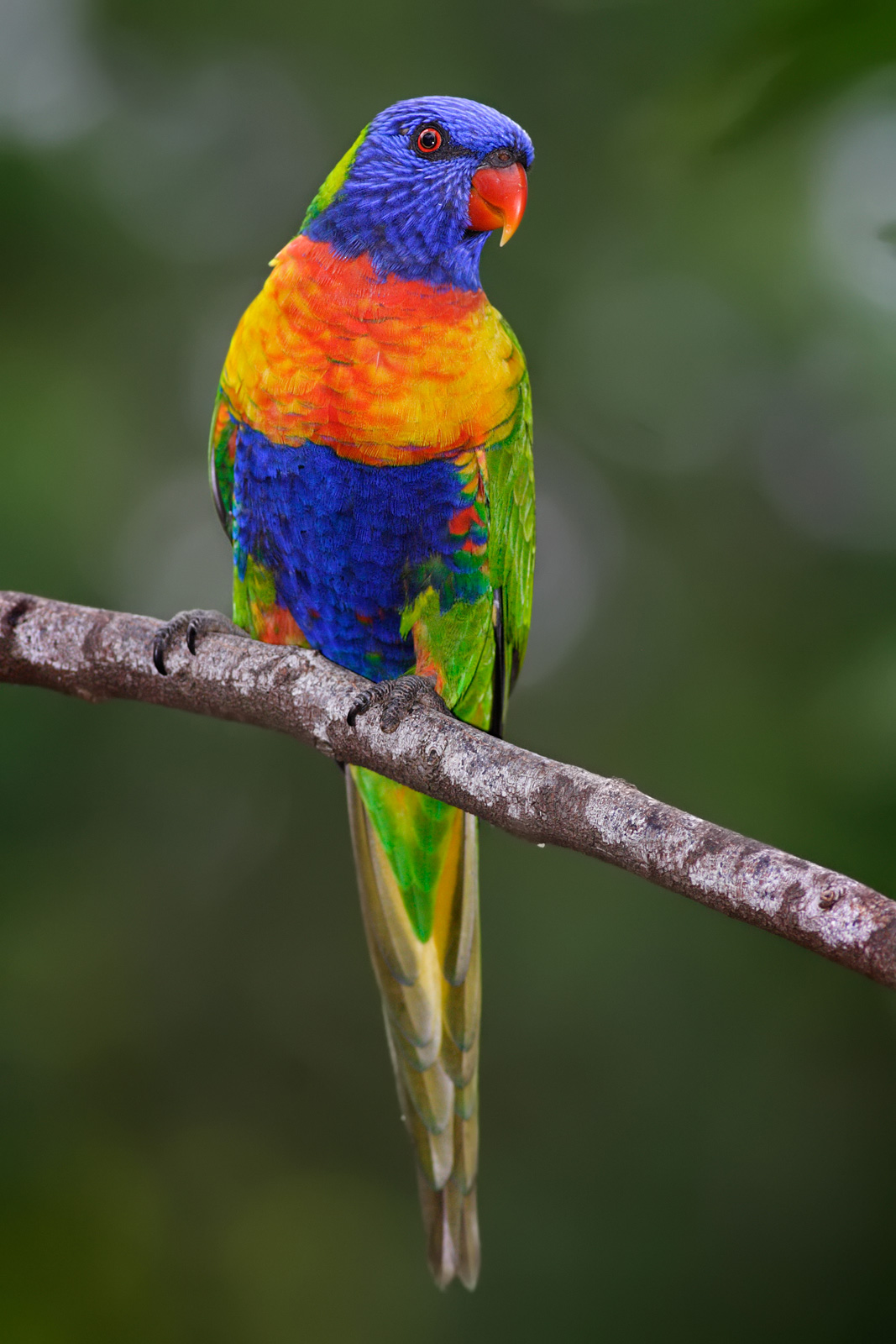
Een lori van de Blauwe Bergen gefotografeerd in Victoria (Australië)

## Uiterlijke kenmerken
De lori van de Blauwe Bergen is een opvallend fraai gekleurde vogel. De kop is felblauw met een oranjeachtige snavelkleur. De borst is egaal oranje (zonder streping) en de buik is blauw. De rug is groen en over de achterkant van de kop loopt een geelgroene band. Lori's van de Blauwe Bergen worden ongeveer 30 cm groot en hebben een ringmaat van 7mm. Het verschil tussen een mannetje en een vrouwtje is in de hand niet te zien; het sekse-onderscheid kan alleen via endoscopisch of chromosomaal onderzoek worden gemaakt.

## Verspreiding en leefgebied
De IOC World Bird List onderscheidt twee ondersoorten:
- T. h. septentrionalis: op het Kaap York-schiereiland (noordoostelijk Australië)
- T. h. moluccanus: geheel Australië, uitgezonderd Kaap York, maar inclusief Tasmanië

## Voedsel
Van alle soorten lori's bestaat het voedsel uit nectar en stuifmeel van inheemse planten en bomen. Daarnaast bestaat het voedsel ook uit fruit en zaden, vaak van planten van uitheemse oorsprong zoals het zaad van sorgosoorten.

## Status
De lori van de Blauwe Bergen heeft een groot verspreidingsgebied en daardoor is de kans op de status kwetsbaar (voor uitsterven) gering. De grootte van de wereldpopulatie is niet gekwantificeerd. De soort is nog talrijk in noord Australië, maar zeldzaam op Tasmanië. De soort gaat in aantal achteruit door het vangen van levende dieren. Echter, het tempo van achteruitgang ligt onder de 30% in tien jaar (minder dan 3,5% per jaar). Om deze redenen staat de vogel als niet bedreigd op de Rode Lijst van de IUCN. Er gelden sinds 1981 beperkingen voor de handel in deze lori, want de soort staat in de Bijlage II van het CITES-verdrag.

## Verzorging en gedrag als kooivogel
Het zijn actieve en nieuwsgierige vogels. Als ze vanaf jonge leeftijd bij mensen zijn, kunnen ze erg tam worden, maar het blijven zeer luidruchtige vogels. Het liefst worden ze in een paartje gehouden. Ook nemen ze graag regelmatig een waterbad. Het zijn drukke vogels die graag klimmen en knagen, ook zullen ze snel om aandacht gaan roepen. Ze richten zich veel op een persoon waardoor een lori erg fel naar anderen kan worden.

## In Nederland
In Nederland leeft een grote populatie lori's van de Blauwe Bergen in de Jungola van Wildlands in Emmen. Er is ook een grote populatie in vogelpark Avifauna in Alphen aan den Rijn en Pantropica in Luttelgeest huisvest zo'n 80 vogels.